# 上普莱希费尔德
上普莱希费尔德是德国巴伐利亚州的一个市镇。总面积8.65平方公里，总人口1089人，其中男性577人，女性512人（2011年12月31日），人口密度126人/平方公里。